# Isusovačke redukcije
Isusovačke redukcije tip su naselja u Latinskoj Americi, koje su podigli isusovci tijekom 17. i 18. stoljeća.
Redukcije predstavljaju misijsko naselje u koje su iz divljih predjela doveđeni urođenici kako bi živjeli sigurno u kršćanskim zajednicama. Jedne od najpoznatijih bile su „Paragvajske redukcije”. Isusovačke su redukcije bile specifične po tome što se od autohtonih Indijanaca očekivalo da prijeđu na kršćanstvo, ali ne nužno i da poprime europsku (španjolsku ili portugalsku) kulturu.
Crkva se nalazila u središtu svake redukcije. Redukcije su imale svoje školama, bolnice i skladišta. S vremenom su primitivne kolibe mijenjane kamenim kućama. Nakon ukidanaj isusovačkog reda naslijeđuju ih franjevci. Njihova je vlast ipak bila jako ograničena, dok je sve više rasla državna vlast.
Početkom 19. stoljeća na području Latinske Amerike počinju ratovi za neovisnost. Zbog toga je većina isusovačkih redukcija propala, dok su neke druge postale civilna naselja.

### Članci
- Barišić, Jerko. 1971. Isusovačke redukcije u Paragvaju. Crkva u svijetu. Sveučilište u Splitu - Katolički bogoslovni fakultet. Split. 6 (4): 314–319